# 塞維爾縣 (猶他州)
塞維爾縣（英語：Sevier County）是美国犹他州中南部的一個縣，面積4,968平方公里。根據2020年美國人口普查，共有人口21,522人。縣治里奇菲爾德（Richfield）。該縣成立於1865年，縣名來自塞維爾河。